# Richard Whately
Pour les articles homonymes, voir Whately.

Traduction française (1849) de l’Introduction à l'histoire du culte de Richard Whately.

Richard Whately, né le 1er février 1787 et mort le 8 octobre 1863, est un économiste, logicien et théologien britannique, archevêque anglican de Dublin.

## Biographie
Il est né à Londres, il est le fils du pasteur Dr Joseph Whately (17 mars 1730 au 13 mars 1797). Il est éduqué dans une école privée située près de Bristol, puis à Oriel College à l'Université d'Oxford. Richard Whately obtient le prix de la rédaction en anglais, en 1811. Il est élu membre d'Oriel, et en 1814, est ordonné prêtre anglican. 
Pendant son séjour à Oxford, il écrit son traité, Doutes historiques sur Napoléon Bonaparte, un habile jeu d'esprit à l'encontre du scepticisme excessif appliqué à l'histoire de l'Évangile. Après son mariage en 1821, il s'installe à Oxford, et en 1822 est nommé chargé de cours aux Conférences de Bampton. Les conférences, sur l'utilisation et l'abus de l'esprit de parti en matière de religion, sont publiés dans la même année.
En août 1823, il s'installe à Halesworth dans le Suffolk, mais en 1825, après avoir été nommé principal de Saint-Alban Hall, il retourne à Oxford. 
En 1825, il publie une série d'Essais sur certaines particularités de la religion chrétienne, suivis en 1828 par une deuxième série sur Certaines difficultés dans les écrits de Saint Paul, et en 1830 un livre sur Les erreurs du catholicisme. Alors qu'il est à Saint-Alban Hall (1826), il publie un ouvrage, Traité sur la logique qui est l'un de ses ouvrages les plus connus.
Il donne ainsi une nouvelle impulsion à l'étude de la logique en Grande-Bretagne. Il écrit un deuxième « Traité sur la rhétorique », et participe à la rédaction d'articles dans l'Encyclopédie Encyclopædia Metropolitana.
D'abord ami de John Henry Newman, les deux hommes ont très vite des divergences sur la manière de conduire l'éducation. La création par John Henry Newman de la Catholic University of Ireland est considérée comme la poursuite de leurs divergences réciproques en matière d'éducation.
En 1829, Richard Whately est élu à la chaire d'économie politique à Oxford, en remplacement de Nassau William Senior. Son mandat est interrompu par sa nomination à l'archevêché de Dublin en 1831. Il publie un seul cours de « Conférences d'introduction » (1832), mais un de ses premiers actes en allant à Dublin est de doter une chaire d'économie politique à l'Université Trinity College.
En Irlande, il est impopulaire parmi les protestants, pour ses conceptions libérales, d'autant plus qu'il est nommé par un Anglais. Dans le même temps, il rencontre l'opposition déterminée à partir de son clergé. Il impose une discipline stricte dans son diocèse, et il publie un exposé de son opinion le jour du sabbat (Réflexions sur le jour du sabbat, 1832).
Les questions de la dîme, la réforme de l'Église irlandaise et de la loi irlandaise sur les pauvres et l'organisation de l'éducation nationale occupent la plupart de son temps.
En 1837, il écrit son célèbre manuel Christian Evidences, qui est traduit de son vivant dans plus d'une douzaine de langues. Un peu plus tard, il écrit également, sous une forme similaire, Leçons faciles sur le raisonnement, sur la morale, sur l'esprit et sur la constitution britannique. Parmi ses autres œuvres, on peut citer Charges and Tracts (1836), Essais sur certains des dangers pour la foi chrétienne (1839), Le Royaume du Christ (1841). Sa volonté de réformer l'éducation religieuse dans des universités comprenant des protestants et des catholiques échoue du fait de l'opposition de l'archevêque catholique de Dublin, et contraint Richard Whately à se retirer des fonctions dans l'éducation.
Le 27 mars 1848, Whately devient membre de l'Association de Canterbury. À partir de 1856, des symptômes de paralysie du côté gauche commencent à se manifester, mais il continue son activité jusqu'en 1863 où, victime de problèmes de santé, il doit tout abandonner et meurt après plusieurs mois de souffrances le 8 octobre 1863.

## Œuvre
Whately est un auteur prolifique; défenseur du Protestantisme. Ses Elements of Logic (1826) devient un article "Logic" dans l' Encyclopædia Metropolitana. The companion article on "Rhetoric" provided Elements of Rhetoric (1828).
En 1825 Whately publie Essays on Some of the Peculiarities of the Christian Religion, suivis en 1828 par une seconde série On some of the Difficulties in the Writings of St Paul, et en 1830 par une troisième On the Errors of Romanism traced to their Origin in Human Nature. En 1837 il écrit Christian Evidences, qui est traduit en une douzaine de langues, de son vivant. Dans le contexte irlandais, Christian Evidences est adapté pour les catholiques, avec l'aide de James Carlile.
L'oeuvre de Whately comprend:
- 1819 Historic Doubts relative to Napoleon Buonaparte, a jeu d'ésprit directed against excessive scepticisme as applied to the Gospel history[2],[6]
  - Traduction française : Doutes historiques relatifs à Napoléon Bonaparte (1833)
- 1822 On the Use and Abuse of Party Spirit in Matters of Religion (Bampton Lectures)
- 1825 Essays on Some of the Peculiarities of the Christian Religion
- 1826 Elements of Logic
- 1828 Elements of Rhetoric
- 1828 On some of the Difficulties in the Writings of St Paul
- 1830 On the Errors of Romanism traced to their Origin in Human Nature
- 1831 Introductory Lectures on Political Economy, 1st ed. (London: B. Fellowes). Eight lectures.
- 1832 Introductory Lectures on Political Economy, 2nd ed. (London: B. Fellowes). Nine lectures and appendix.
- 1832 A view of the Scripture revelations concerning a future state: lectures advancing belief in Christian mortalism.
- 1832 Thoughts on the Sabbath
- 1836 Charges and Tracts
- 1837 Christian Evidences
- 1839 Essays on Some of the Dangers to Christian Faith
- 1841 The Kingdom of Christ
- 1845 onwards "Easy Lessons": on Reasoning, On Morals, On Mind, and on the British Constitution

Il a aussi édité le Treatises of Predestinationde Wake , les Essaysde Francis Bacon (philosophe), les  Evidences et la Moral Philosophy de Paley .